# Санньяса
Санньяса (санскрит: संन्यास, IAST: samnyāsa) — этап жизни в индуизме, который характеризуется отказом от материальной жизни и сосредоточением на духовном. Человек на этапе санньясы называется санньяси, или санньясин.

## Образ жизни и цели
Санньясины отказываются от имущества и становятся странствующими монахами, живут подаянием, беспрерывно пребывая в духовной работе, которая зависит от конкретной традиции и божества-покровителя практикующего. Их задача — заниматься миссионерской деятельностью. Санньясины не общаются с женщинами и ходят в шафрановых (оранжевых) одеждах.
Цель санньясина — мокша (освобождение):
- для бхакти-йоги (бхакти от санскр. भक्ति «преданность», «преданное служение») мокша реализуется посредством достижения любви преданности божеству;
- для раджа-йоги — отвлечением пуруши (духа) от пракрити (материи) посредством дхьяны — медитации, «интеллектуального созерцания»;
- для адвайта-веданты — достижение состояния «Йога» в истинном смысле этого слова, то есть того, кто осуществил метафизический «союз», осознав (не рационально или дискурсивно, а посредством «видьи» или «джняны»), что всякая вещь есть Атман, который в свою очередь тождественен Брахману. Так Шанкарачарья, средневековый индийский философ и систематизатор адвайта-веданты, описывает состояние Йога: «Джняни, кто есть полностью осознавший Себя йогин, видит оком мудрости все объективные феномены пребывающими в Атмане и исходящими из Него и таким образом Атман как Единственное Бытие»[1].